# الکساندر شوخین
الکساندر شوخین (روسی: Алекса́ндр Никола́евич Шо́хин؛ زادهٔ ۲۵ دسامبر ۱۹۵۱) سیاستمدار، مدرس دانشگاه و اقتصاددان اهل روسیه است، که هم‌اکنون به‌عنوان رئیس دانشگاه اچ‌اس‌ئی فعالیت می‌کند.
وی همچنین برندهٔ جوایزی همچون نشان الکساندر نوسکی شده‌است.